# Recensement du Canada de 1996
Le Recensement du Canada de 1996 est le dénombrement de la population et des exploitations agricoles, de même que certaines de leurs caractéristiques, mené par Statistique Canada sur l’ensemble du territoire canadien au 15 mai 1996. Cette 12e édition du recensement canadien suit celle de 1991, le recensement étant tenu à tous les cinq ans, en vertu de la loi. La population totale du pays selon ce dénombrement est de 28 846 761 habitants au 15 mai 2001.

## Méthodologie
De manière générale, la méthode employée pour le recensement de la population en 1996 est identique à celle de 1991 ou des recensements précédents. L'enquête sur les résidents temporaires n'est toutefois pas réalisée en 1996, ce qui induit un écart très mineur dans les comparaisons temporelles. À l'instar d'autres éditions, certaines réserves indiennes ne sont pas dénombrées et enquêtées correctement. Les limites des entités géostatisiques sont modifiées de manière à suivre les changements de juridictions territoriales. Trois études, soit la vérification des logements inoccupés, la contre-vérification des dossiers et l'étude du surdénombrement établissent la validité de la couverture. Des contrôles et tests sont employés pour réduire les erreurs de non-réponse de réponse, de codage, de saisie et d'imputation. Pour ce qui est des données socioéconomiques comme le revenu ou la scolarité, qui font l'objet de l'enquête auprès de 20 % de la population et non du recensement proprement dit, les résultats sont sujets à l'erreur type lors de l'interprétation statistique des résultats. Plus la valeur inscrite est faible, plus l'erreur type proportionnelle est grande. Ainsi, elle est de 20 % pour une cohorte de 100 personnes, de 6,5 % pour un groupe de 1 000 personnes et de 2 % pour une population de 10 000 personnes.

## Principaux résultats
Lors du recensement de 1996, la population dénombrée du Canada est de 28 846 761 habitants.

### Provinces et territoires
| Rang | Province ou territoire    | Population 1996 |
| ---- | ------------------------- | --------------- |
| 1    | Ontario                   | 10 753 573      |
| 2    | Québec                    | 7 138 795       |
| 3    | Colombie-Britannique      | 3 724 500       |
| 4    | Alberta                   | 2 696 824       |
| 5    | Manitoba                  | 1 113 898       |
| 6    | Saskatchewan              | 990 237         |
| 7    | Nouvelle-Écosse           | 909 282         |
| 8    | Nouveau-Brunswick         | 738 133         |
| 9    | Terre-Neuve-et-Labrador   | 551 792         |
| 10   | Île-du-Prince-Édouard     | 134 557         |
| 11   | Territoires du Nord-Ouest | 39 672          |
| 12   | Yukon                     | 30 766          |
| 13   | Nunavut                   | 24 730          |
|      | Canada                    | 28 846 761      |